# Liste der Bodendenkmäler in Sankt Augustin
Die Liste der Bodendenkmäler in Sankt Augustin enthält die denkmalgeschützten unterirdischen baulichen Anlagen, Reste oberirdischer baulicher Anlagen, Zeugnisse tierischen und pflanzlichen Lebens und paläontologischen Reste auf dem Gebiet der Stadt Sankt Augustin im Rhein-Sieg-Kreis in Nordrhein-Westfalen (Stand: Oktober 2016). Diese Bodendenkmäler sind in Teil B der Denkmalliste der Stadt Sankt Augustin eingetragen; Grundlage für die Aufnahme ist das Denkmalschutzgesetz Nordrhein-Westfalen (DSchG NRW).
| Bild                                 | Bezeichnung                          | Lage                                        | Beschreibung | Bauzeit         | Eingetragen seit | Denkmal- nummer |
| ------------------------------------ | ------------------------------------ | ------------------------------------------- | --- | --------------- | ---------------- | --------------- |
| weitere Bilder                       | Niederungsmotte Niederpleis          | Niederpleis Flur „Alte Burg“ Karte          | Die Niederungsmotte in der Flur „Alte Burg“ befindet sich östlich des Pleisbaches, etwa 400 m südöstlich der Niederpleiser Mühle und ist als im Durchmesser 55 m große und 2,5 m hohe Geländeerhebung zu erkennen. | Mittelalterlich |                  | 1               |
| weitere Bilder                       | Eisenzeitlicher Grabhügel            | Birlinghoven bei Schloss Birlinghoven Karte | Grabhügel mit Resten eines Brandgrabes. Auf dem Grabhügel ist eine Sitzgruppe mit Statue und aufgesockelten Vasen in das Erdreich eingelassen. | Eisenzeitlich   |                  | 2               |
| Mühlengräben der Niederpleiser Mühle | Mühlengräben der Niederpleiser Mühle | Niederpleis Niederpleiser Mühle Karte       | Die Niederpleiser Mühle liegt in der Niederung des Pleisbaches, circa 700 Meter vom alten Niederpleiser Ortskern und etwa 400 Meter von der Niederpleiser Burg entfernt. Die Mühlengräben der Niederpleiser Mühle sind heute noch gut sichtbar. | 11. Jahrhundert |                  | 3               |
| weitere Bilder                       | Kirchenwüstung                       | Menden An der Alten Kirche Karte            | Bei den archäologischen Untersuchungen in den Jahren 1986 und 1987 wurden Erkenntnisse zur neuzeitlichen Baugeschichte der 1896 abgerissenen Kirche gewonnen, etwa zu dem im 17./18. Jahrhundert im Westen angefügten Chor oder zu Turmumbauphasen. Zudem wurden neben einem der am 13. Januar 1664 verstorbenen Anna Hemgesberg gewidmeten Grabstein mehrere Grablegen mit den für die Zeit vom 16. bis 18. Jahrhundert üblichen sogenannten Totenhäubchen bzw. -kronen vorgefunden. | 12. Jahrhundert |                  | 4               |